# Ficarra e Picone

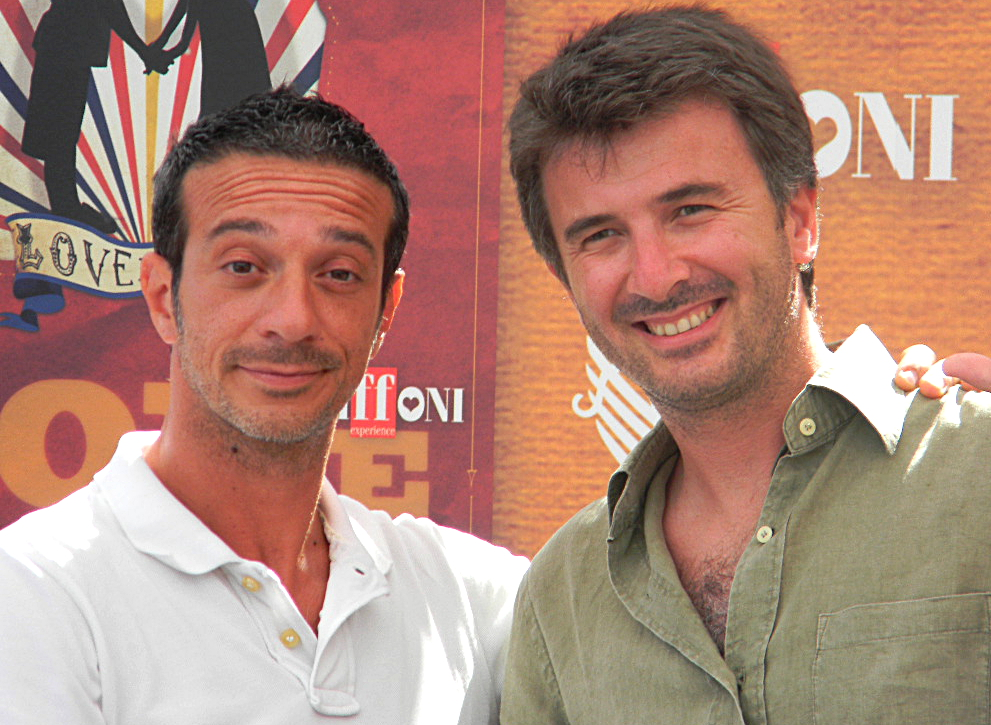
Ficarra e Picone al Giffoni Film Festival nel 2010

Ficarra e Picone sono un duo comico italiano composto da Salvo Ficarra e Valentino Picone.

## Storia del duo
Salvo Ficarra e Valentino Picone nascono artisticamente nel 1993, quando insieme a Salvatore Borrello e a Mauro Busalacchi fondano il gruppo Chiamata Urbana Urgente. Nel 1996 con Borrello partecipano al programma comico Seven Show nell'edizione condotta da Alessandro Greco sul circuito Italia 7. Nel 1998, rimasto un duo, diventano Ficarra e Picone (l'idea del chiamare il duo con i propri cognomi è stata concepita da Aldo Baglio, membro del trio comico Aldo, Giovanni e Giacomo). Nel 1999 prendono parte a GNU su Rai 3. Nel 2000, sempre su Rai 3, sono su Zero a zero di Gennaro Nunziante, mentre nel 2001 è la volta de L'ottavo nano su Rai 2 con Serena Dandini e Corrado Guzzanti. Nel programma portano in scena due attivisti comunisti che hanno una piccola sezione in un piccolo paesino siciliano e che sono alle prese con la crisi del partito comunista italiano; il loro obiettivo: ricompattare la base istituendo un servizio telefonico "La sottilissima linea rossa". Sempre nel 2001 TELE+ trasmette lo spettacolo di teatro cabaret Vuoti a perdere di cui sono anche autori e registi.
Nel film Chiedimi se sono felice (2000) fanno la loro prima apparizione cinematografica in due piccoli ruoli, ma separatamente.
Sempre nel 2001 cominciano con Zelig che però è ancora trasmesso in seconda serata su Italia 1 col titolo di Facciamo Cabaret, condotto da Claudio Bisio e Simona Ventura. L’avventura di Zelig presto si sposta su Canale 5 e prosegue fino al 2014. Fra i vari personaggi proposti durante questo periodo troviamo "i due siciliani stanchi", "i panchinari dell'Inter", i giocatori della nazionale italiana e "I due avvocati Angelino e Niccolò" che scrivono leggi ad personam per il Presidente del Consiglio. 
Il 1º marzo del 2002 esce nelle sale Nati stanchi, il primo film di Ficarra e Picone, prodotto da Rodeo Drive e Rai Cinema, con la regia di Dominick Tambasco. Tra 1999 e 2002 girano l'Italia con lo spettacolo teatrale Vuoti a perdere. Nella stagione 2001/2002 curano i collegamenti dallo stadio la Favorita di Palermo per il programma Quelli che il calcio, condotto da Simona Ventura su Rai 2, e continuano nella stagione successiva. Nel 2003 partecipano ad alcune puntate di Mai dire domenica, il programma condotto dal mago Forest e dalla Gialappa’s Band in onda la domenica sera su Italia 1. Nel 2003 tornano in teatro con Diciamoci la verità da loro scritto. 
Nel giugno 2003 viene pubblicato il loro libro Stanchi, edito da Kowalski. A novembre 2003 esce la VHS dello spettacolo Vuoti a perdere, unitamente al libro (Kowalski Editore). È del 2005 la tournée dello spettacolo Sono cose che capitano, scritto e diretto da loro.
Nel marzo 2005 pubblicano il libro Diciamoci la verità (pubblicazione con DVD allegato, edito da Mondadori) nel quale raccolgono gli sketch dell'omonimo spettacolo. Nella stagione 2005 sono protagonisti di Zelig Circus. Nello stesso anno, dal 25 al 30 aprile 2005 fanno il loro esordio come conduttori per una settimana dietro il bancone di Striscia la notizia. Alla fine dell'anno per due venerdì sono protagonisti della prima serata di Canale 5 con lo spettacolo Ma chi ce lo doveva dire!? Dal 27 marzo al 10 giugno 2006 siedono nuovamente dietro il bancone di Striscia la notizia. 
Al Festival di Sanremo 2007 condotto da Pippo Baudo e Michelle Hunziker il duo è ospite presentandosi con due brani: uno dei siciliani stanchi e uno dedicato a Padre Puglisi, prete ucciso dalla mafia nel quartiere Brancaccio di Palermo.
Il 16 marzo 2007 esce il loro secondo film Il 7 e l'8 che li vede protagonisti e registi (con Giambattista Avellino); 7,7 milioni di euro l'incasso totale e la candidatura ai David di Donatello e al Nastro d'argento al miglior regista esordiente. Dal 2 aprile al 9 giugno 2007 conducono ancora Striscia la notizia. A novembre 2007 esce nelle librerie, edito da Mondadori, il cofanetto (DVD e libro) dello spettacolo teatrale Sono cose che capitano. Dal 31 marzo al 7 giugno 2008 conducono Striscia la notizia. A marzo 2009 esce il loro terzo film La matassa, che registra un incasso di 7,6 milioni di euro. Nel settembre dello stesso anno sono tra gli attori protagonisti del film di Giuseppe Tornatore, Baarìa, dove recitano separatamente e con ruoli non comici. Dal 30 marzo al 6 giugno dello stesso anno conducono di nuovo il programma di Antonio Ricci. Idem dal 29 marzo al 5 giugno 2010.
Dopo quattro anni di assenza dalle scene teatrali, tornano da ottobre 2010 in giro nei piccoli teatri d'Italia con lo spettacolo Apriti cielo da loro scritto e diretto. Nell'edizione 2011 di Zelig sono tra i protagonisti della trasmissione: portano in scena due avvocati, Angelino e Niccolò. A febbraio 2011 tornano al cinema per il nuovo film di Fausto Brizzi Femmine contro maschi. Dal 28 marzo al 4 giugno 2011 a Striscia la notizia conducono il segmento finale della trasmissione per il settimo anno consecutivo. Nel novembre del 2011 sono alla regia del loro quarto film Anche se è amore non si vede, che riconferma il successo del duo comico al cinema con 6 milioni di euro. Tornano nuovamente a condurre Striscia la notizia dal 2 aprile al 10 giugno 2012.
Da luglio 2012 fino a gennaio 2014 sono protagonisti del loro tour teatrale con lo spettacolo Apriti cielo. Dal 25 marzo al 15 giugno 2013 tornano a Striscia la notizia per il nono anno. Nell'estate 2014 il loro quinto film, Andiamo a quel paese, prodotto da Tramp Limited e Medusa Film, li vede nel doppio ruolo di registi e protagonisti, ottengono 8 milioni d'incasso che permette loro di superare gli incassi dei film precedenti. Anche dal 3 marzo al 7 giugno 2014 sono dietro il bancone di Striscia la notizia: stessa cosa dal 23 febbraio al 6 giugno 2015 e dall'8 febbraio all'11 giugno 2016.
Il 19 gennaio 2017 esce il film L'ora legale che supera ancora i film precedenti con 10 milioni di incasso (10.378.706 euro), e viene premiato con due Nastri d'argento tra cui miglior commedia.
Tornano a Striscia la notizia ancora dal 6 febbraio al 10 giugno 2017, dal 5 febbraio al 9 giugno 2018 e dal 7 gennaio al 13 aprile 2019.
Il 12 dicembre 2019 esce Il primo Natale candidato a cinque Nastri d'argento, tra cui miglior commedia. Il film al botteghino raggiunge 15.350.224 di incasso vincendo così il David di Donatello dello spettatore per il maggior incasso della stagione. 
Tornano di nuovo dietro al bancone di Striscia la notizia dal 7 gennaio al 29 febbraio 2020, per la prima volta conducono la stagione autunnale dal 28 settembre al 5 dicembre 2020. Il 30 novembre 2020 annunciano il loro addio al programma, comunicando al pubblico che non sarebbero tornati alla conduzione dello show nelle edizioni successive.
Il 23 aprile 2021 Netflix ufficializza la produzione di una serie dal titolo Incastrati, con il duo comico come attori, registi e sceneggiatori. Gli sceneggiatori insieme a loro sono: Fabrizio Testini, Leonardo Fasoli e Maddalena Ravagli. Dal 1º gennaio 2022 è disponibile sulla piattaforma Netflix Italia mentre dal 27 dello stesso mese è disponibile in ben 190 Paesi nel mondo.
Nel 2022 sono co-protagonisti insieme a Toni Servillo nel film di Roberto Andò La stranezza, ambientato nella Sicilia degli anni '20 e uscito nelle sale il 27 ottobre. Il film vince il biglietto d'oro come film più visto della stagione. 
Il 6 maggio del 2022, sempre nella triplice veste di autori, attori e registi, cominciano le riprese di Incastrati 2 per Netflix. La sceneggiatura, oltre che da loro, è firmata anche questa volta da Fabrizio Testini, Leonardo Fasoli e Maddalena Ravagli. La serie debutta il 2 marzo 2023 sulla piattaforma Netflix.
Il 14 dicembre 2023 esce nei cinema il film Santocielo, scritto dal duo e diretto da Francesco Amato.

## Filmografia

### Attori
- Chiedimi se sono felice, regia di Aldo, Giovanni e Giacomo e Massimo Venier (2000)
- Nati stanchi, regia di Dominick Tambasco (2002)[7]
- Il 7 e l'8, regia di Ficarra, Picone e Giambattista Avellino (2007)[7]
- La matassa, regia di Ficarra, Picone e Giambattista Avellino (2009)[7]
- Baarìa, regia di Giuseppe Tornatore (2009)
- Femmine contro maschi, regia di Fausto Brizzi (2011)
- Anche se è amore non si vede, regia di Ficarra e Picone (2011)[7]
- Belluscone - Una storia siciliana, regia di Franco Maresco (2014) - documentario
- Andiamo a quel paese, regia di Ficarra e Picone (2014)
- Fuga da Reuma Park, regia di Aldo, Giovanni e Giacomo e Morgan Bertacca (2016)
- L'ora legale, regia di Ficarra e Picone (2017)
- Il primo Natale, regia di Ficarra e Picone (2019)
- Incastrati, regia di Ficarra e Picone – serie TV, 12 episodi (2022-2023)
- La stranezza, regia di Roberto Andò (2022)
- Il mio amico Massimo, regia di Alessandro Bencivenga (2022) - documentario
- Laggiù qualcuno mi ama, regia di Mario Martone (2023) - documentario
- Santocielo, regia di Francesco Amato (2023)
- Zorro – serie TV (2024)  - solo Ficarra
- L'abbaglio, regia di Roberto Andò (2025)

### Registi
- Il 7 e l'8 (2007)
- La matassa (2009)
- Anche se è amore non si vede (2011)
- Andiamo a quel paese (2014)
- L'ora legale (2017)
- Il primo Natale (2019)
- Incastrati – serie TV, 12 episodi (2022-2023)

### Sceneggiatori
- Nati stanchi (2002)
- Il 7 e l'8 (2007)
- La matassa (2009)
- Anche se è amore non si vede (2011)
- Andiamo a quel paese (2014)
- L'ora legale (2017)
- Il primo Natale (2019)
- Incastrati – serie TV, 12 episodi (2022-2023)
- Spaccaossa, regia di Vincenzo Pirrotta (2022)
- Santocielo[8], regia di Francesco Amato (2023)

## Teatro
- Certe notti di notte (1993-1995)[7]
- In tre sull'Arca di Noè, di Andrea Brambilla (in arte Zuzzurro) e Marco Posani (1995-1997)[7]
- Vai avanti tu che io ti perseguito, di Ficarra e Picone (1997-1999)[7]
- Vuoti a perdere, di Ficarra e Picone (1999-2002)[7]
- Diciamoci la verità, di Ficarra e Picone (2003-2004)[7]
- Pierino e il lupo, regia di Alfio Scuderi (2005)
- Sono cose che capitano, di Ficarra e Picone (2007)
- Apriti Cielo, di Ficarra e Picone (2012-2013)[7]
- Le rane di Aristofane, regia di Giorgio Barberio Corsetti (2017-2018)[9]
- La smorfia con Lello Arena (2022)

## Programmi televisivi
- Seven Show (Italia 7, 1997-1998) di Amedeo Foroni
- GNU (Rai 3, 1999) di Bruno Voglino
- Zero a zero (Rai 3, 2000) di Gennaro Nunziante
- Vuoti a perdere (TELE+, 2000) - Ripresa televisiva dell'omonimo spettacolo teatrale da loro scritto e diretto
- L'ottavo nano (Rai 2, 2001) Presenta Serena Dandini
- Zelig (Italia 1, 2001-2003; Canale 5, 2005, 2011, 2014)
- Mai dire Domenica (Italia 1, 2003), dove partecipano amichevolmente a qualche puntata
- Striscia la notizia (Canale 5, 2005-2020)
- Ma chi ce lo doveva dire?[10] (Canale 5, 2005), dove si tratta di due prime serate
- Mai Dire Martedì (Italia 1, 2007), dove partecipano amichevolmente a qualche puntata
- Le rane (Rai 1, 2018) Regia teatrale Giorgio Barberio Corsetti, regia televisiva di Duccio Forzano

## Pubblicità
- Sara Assicurazioni (2005-2007)
- Telecom Italia con Michelle Hunziker (2011)

## Altri media
- Il duo compare nel numero 2678 del giornalino Topolino sotto le spoglie di due comici di Paperopoli Caraffa e Cappone.
- Il 1º ottobre 2020, per HarperCollins, esce il libro È la coppia che fa il totale. Un viaggio nel cinema di Ficarra & Picone con interviste, aneddoti e curiosità, scritto dalla giornalista Ornella Sgroi.

## Riconoscimenti
- David di Donatello
  - 2007 – Candidatura al miglior regista esordiente per Il 7 e l'8
  - 2020 – David dello spettatore per Il primo Natale
  - 2023 – Candidatura al migliore attore protagonista per La stranezza

- Nastro d'argento
  - 2007 – Candidatura come miglior regista esordiente - per il film Il 7 e l'8[11]
  - 2017 – Vincitori Premio miglior commedia - per il film L'ora legale[12]
  - 2020 – Candidatura come migliore commedia- per il film Il primo Natale
  - 2022 – Candidati come miglior serie per la serie Incastrati (prima stagione)
  - 2023 – Candidati come miglior commedia per la serie Incastrati (seconda stagione)
  - 2023 – Vincitori Premio Nastro d'argento speciale- per il film La stranezza

- Chiave d'oro
  - 2017 - Vincitori Chiave d'oro per il film L'ora legale come film italiano più visto.[13]
  - 2021 - Vincitori Chiave d'oro per il film Il primo Natale
  - 2022 - Vincitori Chiave d'oro per il film La stranezza come film italiano più visto.
- 2017 - Bari International Film Festival
  - Vincitori Premio Tonino Guerra - Miglior soggetto per il film L'ora legale[14]
- 2017 - Vincitori Premio De Sica per il film L'ora legale
- 2017 - Vincitori Premio Satira politica Forte dei Marmi per il film L'ora legale
- 2017 - Premio Massimo Troisi
  - Vincitori Miglior Film per il film L'ora legale
- 2017 - Tuscia Film Fest
  - Vincitori Premio Pipolo Tuscia Cinema - per il film L'ora legale
- 2020 - Premio SIAE Sguardi di cinema[15] per film Il primo Natale
- 2022 - Telegatto per il film La stranezza
- 2023 - Vincitori premio Gian Maria Volontè[16] per il film La stranezza